# Sami Hill
Samantha "Sami" Hill (Nueva York, 22 de noviembre de 1994) es una jugadora de baloncesto canadiense que jugó baloncesto universitario para los Virginia Tech Hokies de la Conferencia de la Costa Atlántica (ACC). Representa a Canadá en partidos internacionales y fue incluida en la lista del país para los Juegos Olímpicos de verano de 2024 .
Samantha Elizabeth Hollliday Hill nació el 22 de noviembre de 1994 en la ciudad de Nueva York, Nueva York.  Su ciudad natal es Toronto, Ontario . 
Hill fue reclutada  por Kenny Brooks, entonces entrenador en jefe de JMU .  Sin embargo, Hill se decidió por  Virginia Tech, donde jugó para los Hokies de 2013 a 2017. En su tercer año, ayudó a los Hokies a lograr su primera temporada ganadora en diez años. 
Durante su última temporada, Brooks se convirtió en el entrenador en jefe de los Hokies.  Ese año, Hill fue parte muy importante del equipo, que comenzó la temporada con un récord de 15-0.   Durante su último año, fue nombrada miembro del Equipo Académico All-ACC. 
Después de su carrera universitaria, Hill se convirtió en profesional en 2017.  Jugó para la DBBL alemana de 2018 a 2020, y luego jugó para el Nantes Rezé Basket de Francia de 2021 a 2023.  También tuvo una segunda etapa en el club alemán, que más tarde se conocería como Los Ángeles de Nordlinge. 
En 2023 fichó por el club español Araski AES .  El anuncio de Araski sobre su fichaje también indicó que tenía experiencia como jugadora con el club mexicano Panteras de Aguascalientes .  En abril de 2024, sus esfuerzos por Araski le valieron el reconocimiento de Jugadora de la Semana de Toyota Canadá.  Durante la semana correspondiente del 22 al 26 de abril, anotó 16 puntos, incluidos 10-10 tiros desde la línea de tiros libres en una victoria sobre el equipo Jairis, de Murcia.  Hill terminó su primera temporada con el club como la máxima anotadora del equipo, con un promedio de 9,6 puntos por partido en 30 partidos jugados.  En junio, renovó con Araski por un año.  
Hill ha sido un miembro frecuente de las listas de Canadá en competiciones internacionales.  Jugó por primera vez con el equipo nacional junior en 2012 y ha seguido jugando con el programa cada verano desde entonces.  Mientras estaba con el equipo junior, ganó una medalla de plata en el torneo Universiada de 2015. 
El verano de 2016 marcó su primer debut con la selección absoluta nacional.  Como parte del plantel del equipo en el torneo FIBA Women's AmeriCup de 2017, ganó una medalla de oro.  Más tarde ganó una medalla de plata con el equipo en la FIBA Women's AmeriCup 2019.  En el torneo FIBA Women's AmeriCup 2021, Hill promedió 3,2 puntos, 0,8 rebotes y 1,8 asistencias en 6 partidos, mientras que Canadá terminó en el cuarto lugar.  Para los Juegos Olímpicos de Verano de 2020 en Tokio, Hill fue suplente de Canadá. 
Hill compitió con el equipo en la Copa Mundial de Baloncesto Femenino FIBA 2022, aunque se perdió el Torneo de Clasificación debido a que su equipo profesional tuvo que ponerse en cuarentena como resultado de problemas de COVID-19 .  Hill ayudó a Canadá a terminar en cuarto lugar en la Copa del Mundo.  Más tarde, en la FIBA Women's AmeriCup de 2023, Hill promedió 3,9 puntos, 2,0 rebotes y 2,4 asistencias en 7 partidos.  El equipo ganó la medalla de bronce del torneo. 
Más tarde ayudó a Canadá a clasificarse para los Juegos Olímpicos de Verano de 2024 en París, jugando tanto en el Torneo Previo en noviembre de 2023,  como en el Torneo Clasificatorio en febrero de 2024.  En mayo, fue nombrada como una de las 17 jugadoras que asistieron al campamento de entrenamiento del equipo nacional senior en preparación para los Juegos Olímpicos de Verano de 2024 en París.  En julio, Hill fue incluida en la lista final de 12 mujeres de Canadá y marcó su debut olímpico.  

## Perfil del jugador
Made Urieta, su entrenadora en Araski, dijo que es "peligrosa en campo abierto", y tiene cualidades defensivas, y al mismo tiempo es capaz de jugar tanto en la posición de uno como de dos, como de base y como escolta.
| Year                            | Team          | GP  | GS | MPG  | FG%  | 3P%  | FT%  | RPG | APG | SPG | BPG | PPG  |
| ------------------------------- | ------------- | --- | -- | ---- | ---- | ---- | ---- | --- | --- | --- | --- | ---- |
| 2013–14                         | Virginia Tech | 22  | 0  | 8.6  | .250 | .240 | .455 | .6  | .7  | .1  | .1  | 1.4  |
| 2014–15                         | Virginia Tech | 31  | 0  | 16.9 | .349 | .306 | .657 | 2.2 | .9  | .3  | .2  | 3.7  |
| 2015–16                         | Virginia Tech | 32  | 5  | 17.8 | .265 | .208 | .567 | 1.5 | 1.0 | .5  | .2  | 2.5  |
| 2016–17                         | Virginia Tech | 34  | 34 | 33.0 | .327 | .291 | .823 | 4.4 | 1.5 | .8  | .3  | 10.4 |
| Career                          | Career        | 119 | 39 | 20.2 | .316 | .277 | .721 | 2.3 | 1.1 | .4  | .2  | 4.9  |
| Statistics retrieved from ESPN. |               |     |    |      |      |      |      |     |     |     |     |      |